# Une femme d'affaires (film, 1924)
Pour le film d'Alan J. Pakula sorti en 1981, voir Une femme d'affaires.
Pour plus de détails, voir Fiche technique et Distribution.
Une femme d'affaires (titre original : Along Came Ruth) est un film américain muet réalisé par Edward Cline et sorti en 1924.

## Fiche technique
- Réalisation : Edward F. Cline
- Scénario : Winifred Dunn d'après une pièce de Holman Francis Day
- Photographie : John Arnold
- Production : Metro-Goldwyn
- Format : Noir et blanc
- Son : Muet
- Genre : Comédie romantique
- Durée : 53 minutes (5 bobines)[1]
- Date de sortie : 
  - États-Unis : 3 novembre 1924

## Distribution
- Viola Dana : Ruth Ambrose
- Walter Hiers : Plinty Bangs
- Tully Marshall : Israel Hubbard
- Raymond McKee : Allan Hubbard
- Victor Potel : Oscar Sims
- Gale Henry : Min

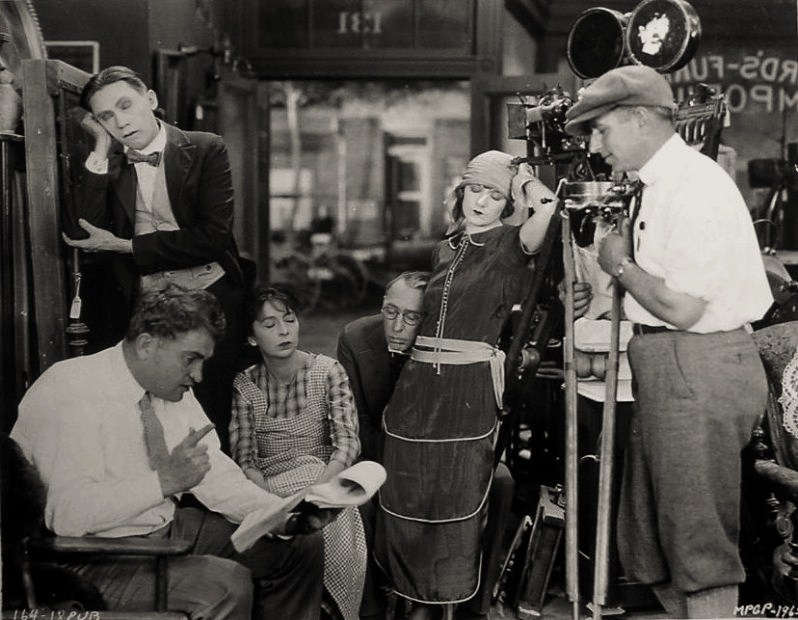
Edward F. Cline (assis à gauche) avec les acteurs de Along Came Ruth

- DeWitt Jennings : Capitaine Miles Standish
- Adele Farrington : la veuve Burnham